# Czibulka Nándor
Czibulka Nándor (Pozsony, 1840. február 27. – Salzburg, Ausztria, 1898. szeptember 11.) esztergomi apát-kanonok, pápai t. kamarás és a Központi Papnevelő Intézet igazgatója.

## Életútja
Pozsonyban végezte a gimnáziumot, a teológiát pedig Pesten hallgatta. 1862. július 27-én fölszenteltetett. Tanár, majd tanulmányi felügyelő volt a pozsonyi Emericanumban; később ugyanaz és filozófiai tanár az esztergomi papnevelőben. 1866. augusztus 8-án ugyanott teológiai tanár lett; 1870-ben lelkiigazgató a központi papnevelőben, 1888. február 12-től esztergomi kanonok és a papnevelő intézet rektora. 1889. december 20-tól cikádori címzetes apát, 1893. október 6-tól a Pázmáneum rektora, október 12-től barsi főesperes, 1894. augusztus 7-től p. protont. Egy salzburgi szanatóriumban hunyt el.
A növendékpapok Munkálataiban (1857.) egy fordítása jelent meg; Írt könyvbirálatokat az Uj Magyar Sionba és a Wiener Lit. Zeitungba; cikkei a Wiener Kirchen-Zeitungban (1864. Angelo Mai, Dr. Alois Müller wider Angelo Mai und?), Religióban (1870. Honorius s az erdélyi egyházi s iskolai hetilap), Archiv für d. kath. kirch. Rechtben (1870. Die Rechte des Clerus und das neue Wehrgesetz in Ungarn, Ungarische Staatskirchengesetze vom Jahre 1868.) jelentek meg.